# Cappel (Marburg)
Cappel ist ein Stadtteil der Universitätsstadt Marburg im mittelhessischen Landkreis Marburg-Biedenkopf.

## Geographie
Cappel liegt im Süden Marburgs auf der linken Seite der Lahn und am Fuße des Frauenberg-Westhanges. Im Norden geht Cappel in den Stadtteil Richtsberg über, östlich befinden sich das Dorf Moischt (Stadt Marburg) und das im  Ebsdorfergrund liegende Dorf Beltershausen-Frauenberg. Südlich von Cappel liegen die Marburger Ortsteile Ronhausen (hinter dem Frauenberg) und Gisselberg (auf der gegenüber liegenden Lahnseite im Westen).
Cappel ist als Vorort bzw. inzwischen als Ortsteil von Marburg seit den frühen 1960er Jahren sehr beliebt, wovon auch die etwas höheren Mietpreise zeugen. Dies erkennt man auch an den diversen zeittypischen Neubaugebieten, die überwiegend mit Einfamilienhäusern bebaut sind.
Cappel verfügt über einen Teich mit einem kleinen Rundweg.

## Geschichte

### Ortsgeschichte
Cappel wurde im Jahr 1138 oder 1139 erstmals in einer Urkunde des Erzbischofs Arnold I. von Köln für das Kloster Siegburg erwähnt („de Capela“: zur Kapelle). Im Salbuch (Erbregister) des Amtes Marburg von 1374 ist Cappel neben Ockershausen, Wehrda und Marbach als Hausdorf der Landgrafen von Hessen erwähnt. Dies bedeutet, dass die Einwohner dieser vier dem Marburger Schloss am nächsten gelegenen Dörfer dem Landesherren zu zusätzlichen Hand- und Spanndiensten verpflichtet waren.
Die wappenbildende Steinmühle lässt sich bis ins Jahr 1299 zurückverfolgen.
Die spätgotische Pfarrkirche St. Martin aus dem 14. Jahrhundert wurde 1900 im Kirchenschiff neugotisch erneuert und verbreitert.
Im Juli 2015 wurde auf einem Sportplatz in Cappel eine Außenstelle der Erstaufnahmeeinrichtung Gießen für Geflüchtete errichtet, ursprünglich mit Zelten, dann durch Holzhäuser ersetzt. Die Flüchtlingsunterkunft wurde am 20./21. September 2016 geschlossen und die Anlage dient künftig als Jugendausbildungszentrum der Landesfeuerwehrschule.
Hessische Gebietsreform (1970–1977)
Zum 1. Juli 1974 wurde die bis dahin selbständige Gemeinde im Zuge der Gebietsreform in Hessen zusammen mit Bauerbach, Cyriaxweimar, Dilschhausen, Elnhausen, Ginseldorf, Gisselberg, Haddamshausen, Hermershausen, Marbach, Schröck, Wehrda und Wehrshausen kraft Landesgesetz in die Stadt Marburg eingemeindet. Die am 31. Dezember 1971 nach Cappel eingegliederten Ortsteile Bortshausen, Moischt und Ronhausen wurden ebenfalls eigene Stadtteile. Die Gemeinde Cappel hatte zu diesem Zeitpunkt einschließlich der am 31. Dezember 1971 eingemeindeten Orte Bortshausen, Moischt und Ronhausen 6822 Einwohner. Für den Stadtteil Cappel wurde ein Ortsbezirk eingerichtet.

### Verwaltungsgeschichte im Überblick
Die folgende Liste zeigt die Staaten und Verwaltungseinheiten, denen Cappel angehört(e):
- vor 1567: Heiliges Römisches Reich, Landgrafschaft Hessen, Amt Marburg[10]
- ab 1567: Heiliges Römisches Reich, Landgrafschaft Hessen-Marburg, Amt Marburg[11]
- 1604–1648: strittig zwischen Landgrafschaft Hessen-Darmstadt und Landgrafschaft Hessen-Kassel (Hessenkrieg), Amt Marburg
- ab 1648: Heiliges Römisches Reich, Landgrafschaft Hessen-Kassel, Amt Marburg
- ab 1806: Landgrafschaft Hessen-Kassel, Amt Marburg
- 1807–1813: Königreich Westphalen,[Anm. 2] Departement der Werra, Distrikt Marburg, Kanton Marburg
- ab 1815: Kurfürstentum Hessen,[Anm. 3] Amt Marburg[12]
- ab 1821: Kurfürstentum Hessen, Provinz Oberhessen, Kreis Marburg[13][Anm. 4]
- ab 1848: Kurfürstentum Hessen, Bezirk Marburg
- ab 1851: Kurfürstentum Hessen, Provinz Oberhessen, Kreis Marburg
- ab 1867: Königreich Preußen,[Anm. 5] Provinz Hessen-Nassau, Regierungsbezirk Kassel, Kreis Marburg
- ab 1871: Deutsches Reich, Königreich Preußen, Provinz Hessen-Nassau, Regierungsbezirk Kassel, Kreis Marburg
- ab 1918: Deutsches Reich (Weimarer Republik), Freistaat Preußen, Provinz Hessen-Nassau, Regierungsbezirk Kassel, Kreis Marburg
- ab 1944: Deutsches Reich, Freistaat Preußen, Provinz Kurhessen, Landkreis Marburg
- ab 1945: Amerikanische Besatzungszone,[Anm. 6] Groß-Hessen, Regierungsbezirk Kassel, Landkreis Marburg
- ab 1946: Amerikanische Besatzungszone, Hessen, Regierungsbezirk Kassel, Landkreis Marburg
- ab 1949: Bundesrepublik Deutschland, Hessen, Regierungsbezirk Kassel, Landkreis Marburg
- ab 1974: Bundesrepublik Deutschland, Hessen, Regierungsbezirk Kassel, Landkreis Marburg-Biedenkopf, Stadt Marburg[Anm. 7]
- ab 1981: Bundesrepublik Deutschland, Hessen, Regierungsbezirk Gießen, Landkreis Marburg-Biedenkopf, Stadt Marburg

### Gerichte seit 1821
Mit Edikt vom 29. Juni 1821 wurden in Kurhessen Verwaltung und Justiz getrennt. In Marburg wurde der Kreis Marburg für die Verwaltung eingerichtet und das Landgericht Marburg war als Gericht in erster Instanz für Cappel zuständig. 1850 wurde das Landgericht in Justizamt Marburg umbenannt. Nach der Annexion Kurhessens durch Preußen 1866 erfolgte am 1. September 1867 die Umbenennung des bisherigen Justizamtes in Amtsgericht Marburg. Auch mit dem Inkrafttreten des Gerichtsverfassungsgesetzes von 1879 blieb das Amtsgericht unter seinem Namen bestehen.

## Bevölkerung

### Einwohnerstruktur 2011
Nach den Erhebungen des Zensus 2011 lebten am Stichtag dem 9. Mai 2011 in Cappel 6777 Einwohner. Darunter waren 291 (4,3 %) Ausländer.
Nach dem Lebensalter waren 1071 Einwohner unter 18 Jahren, 2985 zwischen 18 und 49, 1323 zwischen 50 und 64 und 1398 Einwohner waren älter. Die Einwohner lebten in 3225 Haushalten. Davon waren 1218 Singlehaushalte, 900 Paare ohne Kinder und 717 Paare mit Kindern, sowie 282 Alleinerziehende und 138 Wohngemeinschaften. In 675 Haushalten lebten ausschließlich Senioren und in 2238 Haushaltungen leben keine Senioren.

### Einwohnerentwicklung
| Quelle: Historisches Ortslexikon | |
| • 1577:                          | 23 hausgesessene Mannschaften                                                                             |
| • 1630:                          | 21 Mannschaften (3 vierspännige, 2 dreispännige, 1 zweispännige, 1 einspännige Ackerleute, 9 Einläuftige) |
| • 1681:                          | 22 hausgesessene Mannschaften                                                                             |
| • 1744:                          | 44 Haushalte                                                                                              |
| • 1838:                          | 636 Einwohner (Familien: 56 nutzungsberechtigte, 47 nicht nutzungsberechtigte Ortsbürger, 12 Beisassen).  |

| Cappel: Einwohnerzahlen von 1748 bis 2019 | Cappel: Einwohnerzahlen von 1748 bis 2019 | Cappel: Einwohnerzahlen von 1748 bis 2019 | Cappel: Einwohnerzahlen von 1748 bis 2019 | Cappel: Einwohnerzahlen von 1748 bis 2019 |
| --- | ----------------------------------------- | ----------------------------------------- | ----------------------------------------- | ----------------------------------------- |
| Jahr |                                           |                                           |                                           | Einwohner                                 |
| 1748 | 1748                                      |                                           | 213                                       | 213                                       |
| 1800 | 1800                                      |                                           | ?                                         | ?                                         |
| 1834 | 1834                                      |                                           | 593                                       | 593                                       |
| 1840 | 1840                                      |                                           | 648                                       | 648                                       |
| 1846 | 1846                                      |                                           | 706                                       | 706                                       |
| 1852 | 1852                                      |                                           | 797                                       | 797                                       |
| 1858 | 1858                                      |                                           | 761                                       | 761                                       |
| 1864 | 1864                                      |                                           | 775                                       | 775                                       |
| 1871 | 1871                                      |                                           | 764                                       | 764                                       |
| 1875 | 1875                                      |                                           | 772                                       | 772                                       |
| 1885 | 1885                                      |                                           | 810                                       | 810                                       |
| 1895 | 1895                                      |                                           | 789                                       | 789                                       |
| 1905 | 1905                                      |                                           | 865                                       | 865                                       |
| 1910 | 1910                                      |                                           | 1.010                                     | 1.010                                     |
| 1925 | 1925                                      |                                           | 1.195                                     | 1.195                                     |
| 1939 | 1939                                      |                                           | 1.602                                     | 1.602                                     |
| 1946 | 1946                                      |                                           | 2.275                                     | 2.275                                     |
| 1950 | 1950                                      |                                           | 2.450                                     | 2.450                                     |
| 1956 | 1956                                      |                                           | 2.759                                     | 2.759                                     |
| 1961 | 1961                                      |                                           | 3.543                                     | 3.543                                     |
| 1967 | 1967                                      |                                           | 5.176                                     | 5.176                                     |
| 1977 | 1977                                      |                                           | ?                                         | ?                                         |
| 1987 | 1987                                      |                                           | 5.974                                     | 5.974                                     |
| 1991 | 1991                                      |                                           | 6.538                                     | 6.538                                     |
| 1995 | 1995                                      |                                           | 6.538                                     | 6.538                                     |
| 2000 | 2000                                      |                                           | 6.600                                     | 6.600                                     |
| 2005 | 2005                                      |                                           | 6.619                                     | 6.619                                     |
| 2010 | 2010                                      |                                           | 7.057                                     | 7.057                                     |
| 2011 | 2011                                      |                                           | 6.777                                     | 6.777                                     |
| 2015 | 2015                                      |                                           | 7.142                                     | 7.142                                     |
| 2019 | 2019                                      |                                           | 6.780                                     | 6.780                                     |
| Datenquelle: Historisches Gemeindeverzeichnis für Hessen: Die Bevölkerung der Gemeinden 1834 bis 1967. Wiesbaden: Hessisches Statistisches Landesamt, 1968. Weitere Quellen: LAGIS; Stadt Marburg:1987–1998, 1999–2003, 2005–2010,2011–2015, 2019:; Zensus 2011 |                                           |                                           |                                           |                                           |

### Historische Religionszugehörigkeit
| Quelle: Historisches Ortslexikon |                                                                                               |
| • 1861:                          | 0617 evangelisch-lutherische, 156 evangelisch-reformierte, ein römisch-katholischer Einwohner |
| • 1885:                          | 0802 evangelische (= 99,50 %), ein katholischer (= 0,12 %), 3 andere Christen (= 0,37 %)      |
| • 1961:                          | 2987 evangelische (= 84,31 %), 433 römisch-katholische (= 12,22 %) Einwohner                  |
| • 1987:                          | 4075 evangelische (= 68,2 %), 901 katholische (= 15,1 %) Einwohner                            |

### Historische Erwerbstätigkeit
| Quelle: Historisches Ortslexikon | |
| • 1748:                          | Erwerbspersonen: 1 Tuch- und Wollhändler, 2 Schmiede, 3 Schneider, 1 Bender, 9 zünftige Leineweber, 2 Wagner, 1 Glashändler, 1 Wirt, 1 Branntweinbrenner, 13 Tagelöhner. |
| • 1838:                          | Familien: 50 Ackerbau, 13 Gewerbe, 46 Tagelöhner. |
| • 1961:                          | Erwerbspersonen: 91 Land- und Forstwirtschaft, 520 Produzierendes Gewerbe, 322 Handel und Verkehr, 460 Dienstleistungen und Sonstiges.                                   |

## Politik

### Ortsbeirat
- Linke: 1
- Grüne: 2
- SPD: 3
- FDP: 1
- CDU: 2

Für den Stadtteil Cappel besteht ein Ortsbezirk mit Ortsbeirat und Ortsvorsteher nach der Hessischen Gemeindeordnung. Er umfasst das Gebiet der ehemaligen Gemeinde Cappel.
Für die Sitzverteilung siehe die nebenstehende Grafik. Ortsvorsteher ist Peter Hesse (SPD).

### Wappen
| Wappen von Cappel | Blasonierung: „In Blau über goldenen Wellen ein wachsendes goldenes Mühlrad.“ |
| Wappen von Cappel | Wappenbegründung: Das Wappen geht auf die Steinmühle an einem Seitenarm der Lahn im Süden Cappels zurück. Das Wappen wurde am 9. Oktober 1962 durch das Hessische Ministerium des Innern genehmigt. |

### Flagge
Am 2. Februar 1966 genehmigte der Hessische Minister des Innern die Flagge mit folgender Beschreibung:

„Die Flagge zeigt auf goldenem Grund im oberen Flaggendrittel das Wappen der Gemeinde Cappel, beiderseits begleitet von zwei schmalen, blauen Seitenstreifen.“

Eine amtliche Hissflagge führte die Gemeinde nicht. Lokal wird jedoch, angelehnt an die Bannerflagge, eine goldene Flaggenbahn mit blauen Seitenstreifen, belegt mit dem Gemeindewappen verwendet.

## Kulturdenkmäler

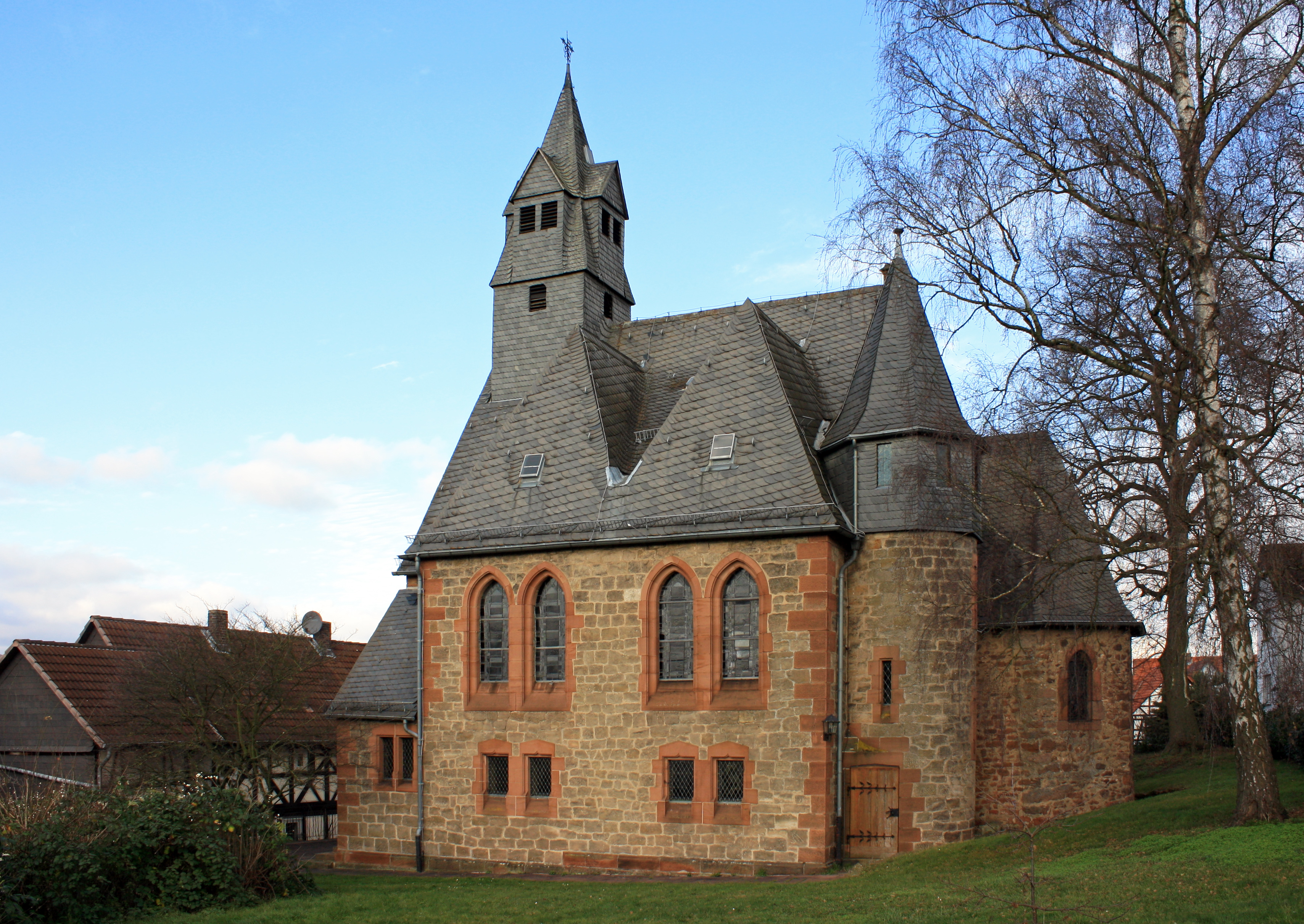
St. Martin

Siehe Liste der Kulturdenkmäler in Cappel.

## Infrastruktur

### Bildung

#### Allgemeine Schule
- Erich-Kästner-Schule (früher: Mittelpunktschule Cappel), eine Grundschule mit angeschlossener Schule für Körperbehinderte
- Steinmühle – Schule & Internat, ein staatlich anerkanntes Privatgymnasium mit angeschlossenem Internat

#### Fachspezifische Schule

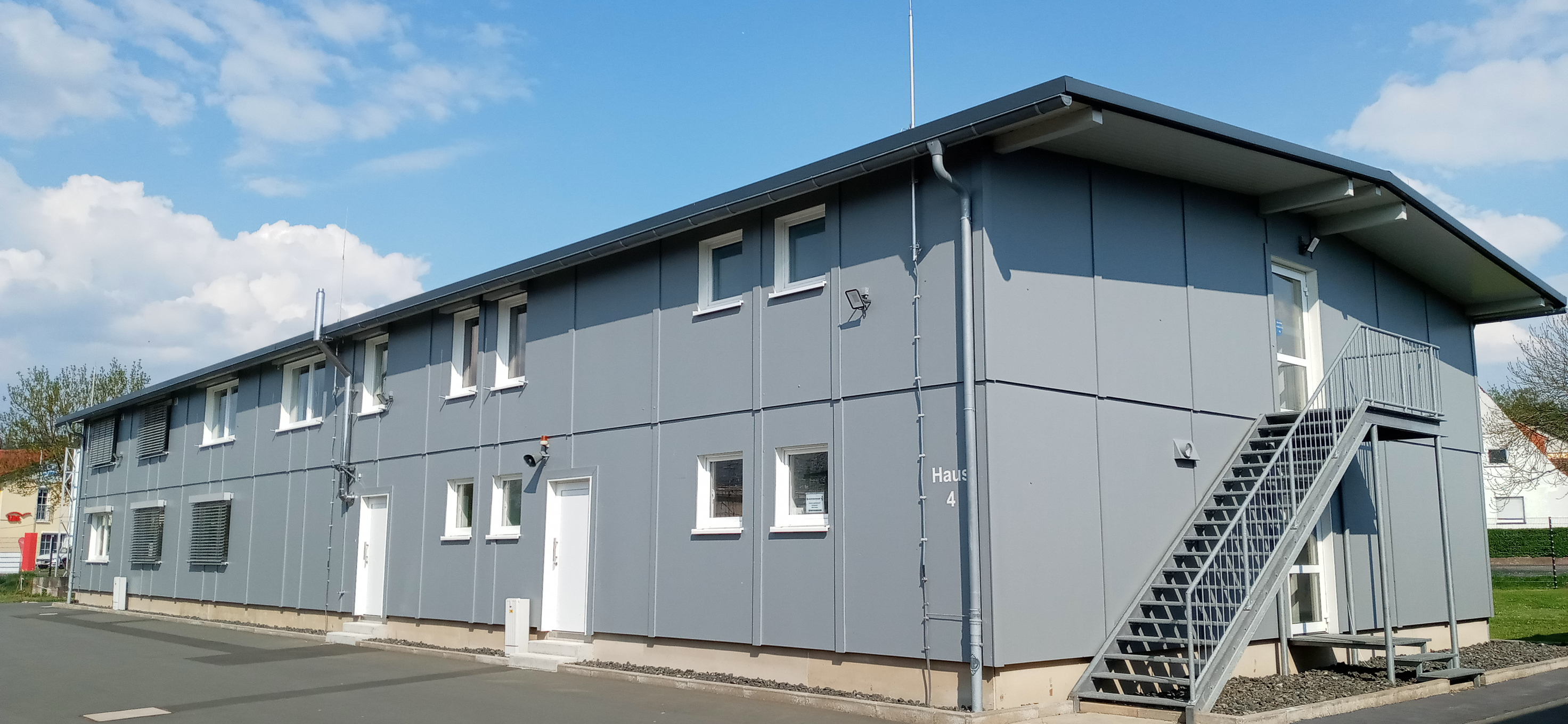
Verwaltungsgebäude der Hessischen Jugendfeuerwehr

- das Jugendfeuerwehrausbildungszentrum sowie die Außenstelle der Hessische Landesfeuerwehrschule der Landesfeuerwehrschule Hessen.

### Verwaltung
In Cappel befinden sich:

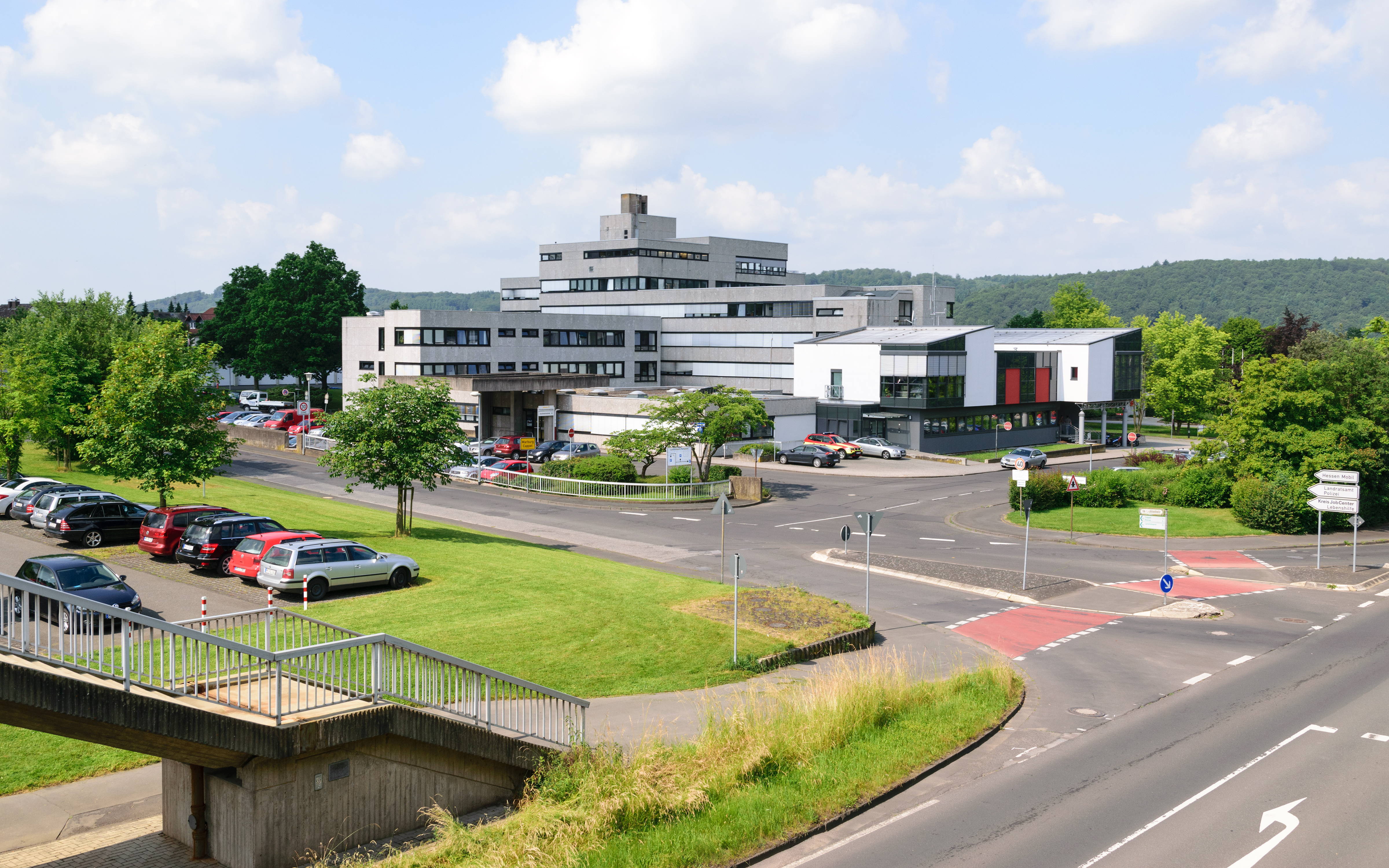
Kreisverwaltung

- die Kreisverwaltung des Landkreises Marburg-Biedenkopf
- die Polizeidirektion Marburg-Biedenkopf

### Ansässige Unternehmen
- Im Norden von Cappel befinden sich mehrere größere Einkaufszentren (u. a. Tegut, Lidl, Aldi, DM und Heimtex)
- Im Industriegebiet Süd befinden sich unter anderen BMW, Ford, eine Autowaschanlage, ein Getränkegroßmarkt und ein Ärztehaus.

### Sport
- Am Köppel in Cappel befindet sich ein Fußballstadion, wo regelmäßig der FSV Cappel seine Spiele austrägt

### Verkehr
Nach oder durch Cappel fahren die Stadtbuslinien 2, 3, 12, 13 der Stadtwerke Marburg, die Regionalbuslinien MR-81 und MR-86, sowie freitag- und samstagnachts der N8-Express.
Von 1905 bis 1956 wurde der Haltepunkt Cappel an der Bahnstrecke Marburg Süd–Dreihausen im Personenverkehr bedient.

## Persönlichkeiten
- Zwischen 1879 und 1884 fand der Maler Otto Piltz (1846–1910) viele seiner Motive in Cappel.
- Konrad Elmshäuser (1906–1992), Abgeordneter des Provinziallandtages der preußischen Provinz Hessen-Nassau
- Rudolf K. Thauer (* 1939 in Frankfurt am Main), ein Mikrobiologe, Gründungsdirektor des Max-Planck-Institut für terrestrische Mikrobiologie und Hochschullehrer am Fachbereich Biologie der Philipps-Universität Marburg, bezog hier seine Wohnung
- In Cappel lebte der evangelische Theologe und Marburger Hochschullehrer Wolfgang Harnisch.